# 숲속의 여자
"숲속의 여자"는 한국에서 제작된 오주경 감독의 1994년 영화이다. 강지희 등이 주연으로 출연하였고 김경자 등이 제작에 참여하였다.

## 출연

### 주연
- 강지희
- 황명하
- 남궁소희
- 이덕영

## 기타
- 조명: 이승구